# Idre
Idre è un'area urbana della Svezia centrale, appartenente al comune di Älvdalen, nella contea di Dalarna; nel 2011 aveva una popolazione di 794 abitanti, su un'area di 1,80 km².
Vi ha sede il comprensorio sciistico di Idre Fjäll, sede abituale delle competizioni di sci di velocità. Vi si sono tenuti infatti i Campionati mondiali di sci di velocità 2017.